# Gerzen
Gerzen è un comune tedesco di 1 773 abitanti, situato nel land della Baviera.